# 글로벌 청년창업 오디션
《글로벌 청년창업 오디션》은 2016년에 GOODTV에서 방송된 창업 오디션 프로그램이다. 결선 진출자에게는 12주간의 KAIC글로벌창업보육센터의 멘토링을 받을 수 있는 기회가 주어진다. 우승자는 상금 1천만원을 받고, 글로벌 벤처케피탈의 지원을 받아 창업 아이템을 사업화할 수 있는 기회가 주어진다. 2위와 3위는 상금 100만원과 EMC마케팅의 지원을 받게 된다.

## 예선
새중앙교회에서 진행되었으며, 사전 심사를 통과한 20팀 중 3분 스피치를 통해 슈퍼패스 1팀을 포함해 총 11팀이 합격했다.
| 팀           | 구성원                         | 아이템                    | 결과 |
| ------------ | ------------------------------ | ------------------------- | ---- |
| 푸딩푸딩     | 최혜정, 최민정                 | 유기농 코튼 유아용품      | 합격 |
| 3927         | 한예지, 이해영                 | 미디어 플랫폼             | 합격 |
| 공유한국     | 배명옥, 신일섭, 오선미         | 중국인 관광객 여행 콘텐츠 | 합격 |
| Study Linker | 최원선, 김수진, 단곤영, 최주희 | 교육 콘텐츠               | 탈락 |
| 너는 꽃      | 박현정, 박현진                 | 조화                      | 탈락 |
| 디센던트     | 최화종 외                      | 분산&분석 플랫폼          | 탈락 |
| 샘솟는 기쁨  | 이샘 외                        | 가정교육 프로그램         | 합격 |
| 선생님닷컴   | 고영석 외                      | 하브루타 식 과외 프로그램 | 합격 |
| 컨파레       | 고지연 외                      | 가죽 공예                 | 합격 |
| Uni info     | 이준형 외                      | 대학 입시 정보 플랫폼     | 합격 |
| 인크라이스트 | 송민아 외                      | 기독교 잡지               | 탈락 |
| 우리동네TV   | 김진평 외                      | 영상제작 플랫폼           | 탈락 |
| 오르락       | ?                              | 산모 컬러 제품            | 탈락 |
| Map-mory     | 한세진 외                      | 사진 위치 저장 SNS        | 탈락 |
| 포이즌랩     | 임형구, 이경근, 최인영         | PC방 웹 서비스            | 탈락 |
| Happy Cup    | 정수진, 정수미                 | 아이스크림 트럭           | 합격 |
| Hi! My Town  | 혜세기 외                      | 현지 투어 플랫폼          | 합격 |
| 엔비걸       | 김은비 외                      | 여성 의류 쇼핑몰          | 합격 |
| 신Street     | ?                              | ?                         | 합격 |
| ?            | ?                              | ?                         | 탈락 |

## 본선
본월드미션 아트홀에서 진행되었다. 11팀이 참가했다.
| 상       | 팀          | 구성원                 |
| -------- | ----------- | ---------------------- |
| 대상     | 푸딩푸딩    | 최혜정, 최민정         |
| 최우수상 | Hi! My Town | 혜세기 외              |
| 행운상   | 공유한국    | 배명옥, 신일섭, 오선미 |